# Oliver Primavesi
Oliver Primavesi (* 17. Februar 1961 in Offenbach am Main) ist ein deutscher Altphilologe.

## Leben
Nach einem dreijährigen Teilstudium der Schulmusik an der Musikhochschule Frankfurt (1979–1981) studierte Primavesi von 1982 bis 1988 Klassische Philologie an den Universitäten Heidelberg und Oxford. 1988 legte er in Heidelberg das Erste Staatsexamen für Latein und Griechisch ab. Nach dem Referendariat wurde er 1990 wissenschaftlicher Mitarbeiter an der Universität Frankfurt am Main und promovierte dort 1994 mit der Dissertation Die Aristotelische Topik: ein Interpretationsmodell und seine Erprobung am Beispiel von Topik B. Anschließend wurde er zum Assistenten befördert, nach seiner Habilitation (1997) 1998 zum Hochschuldozenten. Im Jahr 2000 folgte er einem Ruf an die Ludwig-Maximilians-Universität München auf den Lehrstuhl für Griechische Philologie. Einen Ruf der Humboldt-Universität zu Berlin (2009) lehnte er ab.
Für seine Forschungen zu Empedokles wurde Primavesi 1999 mit dem Prix Reinach der Association pour l’encouragement des études grecques en France ausgezeichnet, 2000 mit dem Prix Joseph Gantrelle der Académie Royale de Belgique und 2007 mit dem Leibnizpreis der Deutschen Forschungsgemeinschaft. Seit 2008 ist er korrespondierendes Mitglied der Heidelberger Akademie der Wissenschaften und ordentliches Mitglied der Deutschen Akademie der Naturforscher Leopoldina. 2010 erhielt er das Bundesverdienstkreuz am Bande.

## Ausgewählte Publikationen
- Die Aristotelische Topik: Ein Interpretationsmodell und seine Erprobung am Beispiel von Topik B (Zetemata, Band 94). München 1996.
- Empedoklesstudien: Ein unveröffentlichter Papyrus und die indirekte Überlieferung. Frankfurt 1997 (ungedruckte Habilitationsschrift).
- mit Alain Martin: L’Empédocle de Strasbourg (P. Strasb. gr. Inv. 1665–1666). Introduction, édition et commentaire. De Gruyter, Berlin/New York 1999.
- Empedokles. Physika I: Eine Rekonstruktion des zentralen Gedankengangs (Archiv für Papyrusforschung, Beiheft 22). Berlin/New York 2008.